# Internationaux de Strasbourg 2010
Internationaux de Strasbourg 2010 — жіночий тенісний турнір, що проходив на відкритих кортах з ґрунтовим покриттям. Це був 24-й за ліком Internationaux de Strasbourg. Належав до категорії International в рамках Туру WTA 2010. Відбувся в Centre Sportif de Hautepierre в Страсбургу (Франція). Тривав з 17 до 22 травня 2010 року.

## Учасниці

### Сіяні учасниці
| Гравчиня                | Країна             | Рейтинг* | Сіяна |
| ----------------------- | ------------------ | -------- | ----- |
| Марія Шарапова          | Росія              | 12       | 1     |
| Олена Весніна           | Росія              | 34       | 2     |
| Віржіні Раззано         | Франція            | 47       | 3     |
| Пен Шуай                | Китай (етимологія) | 50       | 4     |
| Анабель Медіна Гаррігес | Іспанія            | 54       | 5     |
| Сібіль Баммер           | Австрія            | 59       | 6     |
| Анастасія Севастова     | Латвія             | 60       | 7     |
| Олена Балтача           | Велика Британія    | 62       | 8     |

- Рейтинг подано станом на 10 травня 2010.

### Інші учасниці
Нижче наведено учасниць, які отримали вайлд-кард на участь в основній сітці:
- Марія Шарапова
- Полін Пармантьє
- Віржіні Раззано
- Крістіна Младенович

Нижче наведено гравчинь, які пробились в основну сітку через стадію кваліфікації:
- Дія Евтімова
- Марія Елена Камерін
- Маріана дуке-Маріньйо
- Сорана Кирстя

Гравчиня, що потрапила в основну сітку як щасливий лузер:
- Стефані Форец

## Переможниці та фіналістки

### Одиночний розряд
Марія Шарапова —  Крістіна Барруа, 7–5, 6–1

### Парний розряд
Алізе Корне /  Ваня Кінґ —  Алла Кудрявцева /  Анастасія Родіонова, 3–6, 6–4, [10–7]